# Baba Ana
Baba Ana is een Roemeense gemeente in het district Prahova.
Baba Ana telt 4325 inwoners.